# Trichospermum gracile
Trichospermum gracile är en malvaväxtart som beskrevs av Kostermans. Trichospermum gracile ingår i släktet Trichospermum och familjen malvaväxter. Inga underarter finns listade i Catalogue of Life.